# 5997 Dirac
5997 Dirac è un asteroide della fascia principale. Scoperto nel 1983, presenta un'orbita caratterizzata da un semiasse maggiore pari a 2,2094180 au e da un'eccentricità di 0,1736326, inclinata di 7,55019° rispetto all'eclittica.
L'asteroide è dedicato al fisico britannico Paul Dirac.